# Las Perlas (comuna)
Las Perlas fue una de las comunas que integró el antiguo departamento de Rere, en la provincia de Concepción.
En 1907, de acuerdo al censo de ese año, la comuna tenía una población de 7611 habitantes. Su territorio fue organizado por decreto del 7 de septiembre de 1897. Actualmente corresponde a la comuna de Cabrero.

## Historia
La comuna fue creada por decreto del 7 de septiembre de 1897.El nombre de Las Perlas tiene su posible origen en un antiguo fundo con dicho nombre emplazado en aquel sector, el cual a su vez proviene de una antigua laguna del mismo nombre, en la cual, siglos atrás, según algunos cronistas, eran abundantes las perlas de río.
Esta comuna fue suprimida mediante el Decreto con Fuerza de Ley N.º 8.583 del 30 de diciembre de 1927, dictado por el presidente Carlos Ibáñez del Campo como parte de una reforma político-administrativa, anexando su territorio a la comuna de Cabrero. La supresión se hizo efectiva a contar del 1 de febrero de 1928.
El legado de la antigua comuna quedó en el nombre de la actual Villa Las Perlas de Cabrero, y de una calle del mismo nombre, en el sector noroeste de la ciudad. 